# Dalopius ohioensis
Dalopius ohioensis là một loài bọ cánh cứng trong họ Elateridae. Loài này được Knull miêu tả khoa học năm 1947.